# Alona Falej
Alona Siarhiejeuna Falej, biał. Алёна Сяргееўна Фалей (ur. 29 marca 2004) – białoruska tenisistka.

## Kariera tenisowa
W karierze zwyciężyła w pięciu singlowych i trzech deblowych turniejach rangi ITF. 20 maja 2024 roku zajmowała najwyższe miejsce w rankingu singlowym WTA Tour – 1763 pozycję, natomiast 16 września 2024 osiągnęła najwyższą pozycję w rankingu deblowym – 393. miejsce.

## Wygrane turnieje rangi ITF
| turnieje z pulą nagród 100 000 $ (W100) |
| turnieje z pulą nagród 80 000 $ (W80)   |
| turnieje z pulą nagród 60 000 $ (W75)   |
| turnieje z pulą nagród 40 000 $ (W50)   |
| turnieje z pulą nagród 25 000 $ (W35)   |
| turnieje z pulą nagród 15 000 $ (W15)   |

### Gra pojedyncza
|    | Data       | Turniej        | ($)    | Naw.          | Finalistka            | Wynik         |
| 1. | 27/11/2022 | Szarm el-Szejk | 15 000 | twarda        | Mananchaya Sawangkaew | 6:1, 7:5      |
| 2. | 24/09/2023 | Ceuta          | 25 000 | twarda        | Katarina Kozarov      | 6:1, 6:4      |
| 3. | 03/12/2023 | Jokohama       | 40 000 | twarda        | Ayano Shimizu         | 6:3, 7:5      |
| 4. | 11/02/2024 | Grenoble       | 60 000 | twarda (hala) | Manon Léonard         | 6:1, 4:6, 6:4 |
| 5. | 01/12/2024 | Jokohama       | 40 000 | twarda        | Hina Inoue            | 3:6, 6:1, 6:4 |